# Philippe Ariès
Philippe Ariès [fr: filip ariɛs] (ur. 21 lipca 1914 w Blois, zm. 8 lutego 1984 w Tuluzie) – francuski historyk, dziennikarz i eseista.

## Życiorys
Pochodził z rodziny kreolskiej o katolickich i rojalistycznych tradycjach. Wykształcenie średnie odebrał w instytutach jezuickich w Paryżu. W owym okresie związał się z młodzieżówką Akcji Francuskiej i podjął pracę w redakcji „L'Étudiant français”. Współpracował tam z m.in. Claude'em Royem, Raoulem Girardetem, Robertem Brasillachem, Pierre'em Gaxotte'em i Pierre'em Boutangiem. Stopniowo odchodził od środowiska Akcji Francuskiej, uważając je za silnie nacjonalistyczne i autorytarne. Podjął więc współpracę z Pierre'em Boutangiem, redaktorem „Paroles françaises” i „La Nation française”.
W 1943, po dwóch kolejnych niepowodzeniach zdania egzaminu agregacji, który w systemie edukacji francuskiej dawał prawo nauczania w liceach i wykładania na uczelniach, zatrudnił się jako dokumentalista w Instytucie Owoców Kolonialnych i Tropikalnych (do 1979). Na tym stanowisku wykorzystywał nowoczesne technologie mikrofilmu (1956), później także informatyczne (1965) w zarządzaniu informacją. W tym okresie współpracował również z wydawnictwem „Plon”, gdzie sprawował funkcję redaktora prowadzącego. Obok pracy zawodowej rozwijał działalność eseistyczną, pisząc pod silnym wpływem szkoły Annales. W 1948 opracował swoje pierwsze studium napisane w duchu szkoły: L'Histoire des populations françaises et leurs attitudes devant la vie depuis le xviiie siècle, jednak długo nie mógł znaleźć wydawcy (wyd. 1979). Jego druga książka Historia dzieciństwa: Dziecko i rodzina w dawnych czasach (1960, wyd. pol. 1995) również przeszła bez większego echa we Francji, jednak jej angielskie tłumaczenie, przyniosło autorowi niespodziewaną popularność w Stanach Zjednoczonych, zafascynowanych nową perspektywą w historiografii. Sukces ten przyczynił się do przyjęcia go na półroczne stypendium w Waszyngtonie, które uzyskał dzięki protekcji przyjaciela Oresta Ranuma.
W 1977 opublikował ostatnią swoją większą pracę pt. Człowiek i śmierć (wyd. pol. 1989), dzięki której uzyskał potwierdzenie tytułu doktora filozofii w zakresie historii i nauk społecznych. Następnie został przyjęty do Szkoły Zaawansowanych Badań w Naukach Społecznych, gdzie objął stanowisko dyrektora ds. kształcenia (1978–1982).
W 1979 był jednym z 34 sygnatariuszy listu, zredagowanego przez Léona Poliakova i Pierre'a Vidal-Naqueta, potępiającego negacjonistyczną retorykę Roberta Faurissona.

## Publikacje
- Les Traditions sociales dans les pays de France. Nice: Éditions de la Nouvelle France, 1943.
- Attitudes devant la vie et devant la mort du XVIIe au XIXe siècle, quelques aspects de leurs variations. Paris: INED, 1949.
- Sur les origines de la contraception en France. „Population” 1953: 3: 465–472.
- 2 contributions à l'histoire des pratiques contraceptives. „Population” 1954: 4: 683–698.
- Le Temps de l'histoire. Monaco: Éditions du Rocher, 1954. – wyd. pol.: Czas historii. Tłum. z fr. Szfarcman-Czarnota, Bella. Gdańsk: „Marabut”, 1996.
- L'Enfant et la vie familiale sous l'Ancien Régime. Paris: „Plon”, 1960. – wyd. pol.: Historia dzieciństwa: Dziecko i rodzina w dawnych czasach. Tłum. Ochab, Maryna. Gdańsk: „Marabut”, 1995.
- Essais sur l'histoire de la mort en Occident: du Moyen Âge à nos jours. Paris: „Seuil”, 1975. – wyd. pol.: Rozważania o historii śmierci. Tłum. Marczewska, Katarzyna. Warszawa: ON, 2007.
- L'Homme devant la mort. Paris: „Seuil”, 1977. – wyd. pol.: Człowiek i śmierć. Tłum. z fr. Bąkowska, Eligia. Warszawa: PIW, 1989.
- Histoire des populations françaises et de leurs attitudes devant la vie depuis le XVIIIe siècle. Paris: „Seuil”, 1979.
- Un historien du dimanche. Wraz z: Michelem Winockem. Paris: „Seuil”, 1980.
- Images de l'homme devant la mort. Paris: „Seuil”, 1983.
- Histoire de la vie privée. Dir. Duby, Georges. [Aut. Ariès, Philippe et al.]. T. 1–5. Paris: „Seuil”, 1985–1987. – wyd. pol.: Historia życia prywatnego. Red. Duby, Georges. [Aut. Ariès, Philippe et al.]. T. 1–5. Oprac. Łoś, Andrzej. Tłum. z fr. Zięba, Małgorzata. Wrocław: Ossolineum, 1985–1987.
- Essais de mémoire: 1943-1983. Paris: „Seuil”, 1993.
- Le Présent quotidien: 1955-1966. Paris: „Seuil”, 1997.
- Pages retrouvées, Le Cerf, 2020.
- Antropologia śmierci. Myśl francuska, wyboru dokonali i przełożyli Stanisław Cichowicz, Jakub M. Godzimirski, wstępem opatrzył Stanisław Cichowicz, antologia tekstów autorstwa Philippe Ariès i innych, Warszawa 1993, Wydawnictwo Naukowe PWN, seria Logos